# Attila the Stockbroker
Attila the Stockbroker ("Attila, l'agent de change", pseudonyme de John Baine, né le 21 octobre 1957 à Southwick, West Sussex, Angleterre) est un artiste britannique, à la fois poète punk, musicien de folk-punk, compositeur de chansons et chanteur. Inlassable militant anticapitaliste et antiraciste, il s'est notamment fait connaître par ses morceaux d'inspiration marxiste-léniniste (Ballade à Enver Hoxha) et ses hymnes antifascistes (This Is Free Europe).
Il joue de la mandoline et joue en solo ou avec le groupe Barnstormer. Il s'est produit dans plus de 2500 concerts, a publié six livres de poésie et enregistré 29 disques. Il s'est fait connaître avec ses productions sur le label Cherry Red au début des années 80.
C'est un supporter de football acharné ; il soutient le Brighton and Hove Albion Football Club et est le poète-résident de l'équipe depuis 2000, ainsi que l'annonceur et le DJ de leur stade.

### Discographie
- 1981 Phasing Out Capitalism cassette (No Wonder)
- 1982 Rough, Raw and Ranting EP avec Seething Wells (Radical Wallpaper)
- 1982 Cocktails EP (Cherry Red)
- 1983 Ranting at the Nation LP (Cherry Red)
- 1984 Sawdust and Empire LP (Anagram)
- 1984 Radio Rap! EP (Cherry Red)
- 1984 Livingstone Rap! EP (Cherry Red Ken)
- 1987 Libyan Students from Hell! LP (Plastic Head)
- 1988 Scornflakes LP/cassette (Probe Plus)
- 1990 (Canada) Live at the Rivoli LP/cassette (Festival)
- 1991 Donkey's Years CD/LP/cassette (Musidisc)
- 1992 (Allemagne)This Is Free Europe CD/LP (Terz)
- 1993 (Australie) 668-Neighbour of the Beast CD/cassette (Larrikin)
- 1993 (Allemagne) Live auf St.Pauli CD (Terz)
- 1993 Attila the Stockbroker's Greatest Hits cassette (Roundhead)
- 1999 Poems Ancient & Modern CD (Roundhead/Mad Butcher)
- 1999 The Pen & The Sword CD (Roundhead/Mad Butcher)
- 2003 Live in Belfast (Roundhead)
- 2007 Live In Norway (Crispin Glover)
- 2008 Spirit of the Age (Roundhead)
- 2010 Disestablished 1980 (Mad Butcher)
- 2012 The Long Goodbye/Never Too Late (Roundhead)

#### AvecJohn Otway
- 1991 Cheryl - a Rock Opera (Strikeback)

#### Avec Barnstormer
- 1995 Barnstormer cassette (Roundhead Records)
- 1995 (Allemagne) Sarajevo EP (Mad Butcher)
- 1996 The Siege of Shoreham CD/cass (Roundhead Records)
- 1998 Live in Hamburg cassette (Roundhead Records)
- 1999 (Allemagne) The Siege of Shoreham CD (Puffotter Platten) et LP (East Side Records)
- 2000 Just One Life (Roundhead Records)
- 2004 Zero Tolerance (Roundhead Records)
- 2004 Baghdad Ska - 45t partagé avec Bomb Factory (Repeat Records)
- 2012 Bankers & Looters CD (Mad Butcher) LP (Hupseeln Records)

#### Avec Seagulls Ska
- 2005 Tom Hark (We Want Falmer) EP (Numéro 17 au Top 40 du Royaume-uni le 9 janvier 2005)

### Quelques Compilations
- 1982 A Bang And A Wimpey sur Pillows & Prayers LP, Cherry Red
- 1982 Willie Whitelaw's Willie et 2 autres sur Oi! Oi! That's Yer Lot! LP, Secret
- 1984 Russians In The DHSS sur Burning Ambitions: A History Of Punk, Cherry Red 2xLP
- 1986 The Ballad Of Comrade Enver sur Rock Army Fraction LP, Bondage Records
- 1987 Libyan Students From Hell sur God Save Us From The USA LP, Happy Mike Records
- 1991 Washington Bullet (New World Order Mix) sur The Clash Tribute 'The Never Ending Story' (Part 1) LP, Released Emotions Records
- 1993 Washington Bullets sur Punk - Past, Present And Future, The Released Emotions Compilation (1988-1993) CD, Released Emotions Records
- 1997 I Don't Talk To Pop Stars sur Post Punk Diary 1980 - 1982 CD, Cherry Red
- 2000 A Bang And A Wimpey sur Pillows & Prayers Volumes 1 & 2 (Cherry Red 1982-1984) 2xCD, Cherry Red
- 2003 Garageland sur White Riot Vol. Two A Tribute To The Clash CD, Uncut Magazine
- 2005 Valentine's Day sur Soundtrack Zur Sozialen Revolution CD
- 2005 This Is Free Europe (Live) sur Aufmucken Gegen Rechts CD, Lieblingslied Records
- 2006 The Iron Man Of Rap sur This Is R.A.S.H. UK & Ireland (Part 1) CD, Red Star Recordings
- 2008 Cocktails et 8 autres sur I'll Give You My Heart I'll Give You My Heart - The Cherry Red Records Singles Collection 1978-1983 8xCD